# عزة
العِزَّة لغةً
العِزُّ: خلاف الذُلِّ. وهو في الأصل: القُوَّة والشِّدَّة والغَلَبَة والرِّفعة والامْتِنَاع. يقال: عَزَّ يَعَزُّ -بالفتح للمضارع-: إذا اشتَدَّ وقَوِيَ، وبالكسر للمضارع: إذا قَوِيَ وامتَنَع، وبالضَّم: إذا غَلَب وقَهَر. ويقال: عَزَّ فلانٌ، أي: صَار عَزِيزًا، أي: قَوِيَ بعد ذِلَّة. وأعَزَّهُ الله. وهو يَعْتَزُّ بفلان، ورَجُلٌ عَزِيزٌ: مَنِيعٌ، لَا يُغْلب، وَلَا يُقْهر. وعَزَّ الشَّيء: إذا لم يُقْدَر عليه، وعَزَّ الشَّخص: قَوِيَ وبَرِئ من الذُّل.
فهذه المادة في كلام العرب لا تخرج عن معانٍ ثلاثةٍ:
- أحدها: بمعنى الغَلَبَة، يقولون: مَنْ عَزَّ بَزَّ. أي: من غَلَبَ سَلَبَ، يقال منه: عَزَّ يَعُزُّ، ومنه قوله تعالى: ((وَعَزَّنِي فِي الْخِطَابِ))  [ص: 23].
- الثَّاني: بمعنى الشِّدَّة والقُوَّة، يقال منه: عَزَّ يَعَزُّ.
- الثَّالث: أن يكون بمعنى نَفَاسَة القَدْر، ويقال منه: عَزَّ يَعِزُّ.[2]

العِزَّة اصطلاحًا:
العِزَّة: حالة مانعة للإنسان من أن يُغْلَب.
وقيل: العِزَّة: التَّأَبِّي عن حمل المذَلَّة، وقيل: الـتَّــرَفُّع عمَّا تَلْحَقه غَضَاضَة.
وقيل: العِزَّة: القُوَّة والغَلَبَة والحَمِيَّة والأَنَفَة.

## الفرق بين العزة وغيرها من المعاني
العِزَّة تتضمَّن معنى الغَلَبَة والامْتِنَاع. فأمَّا قولهم: عَزَّ الطَّعام، فهو عَزِيزٌ، فمعناه: قَلَّ حتى لا يُقْدَر عليه، فشُبِّه بمن لا يُقْدَر عليه، لقُوَّته ومَنْعَته؛ لأنَّ العِزَّ بمعنى القِلَّة.
والشَّرَف إنما هو في الأصل شَرَفُ المكان، ومنه قولهم: أَشْرَف فلان على الشَّيء، إذا صار فَوْقَه، ومنه قيل: شُرْفَة القصر، وأَشْرَف على التَّلَف، إذا قَارَبَه، ثمَّ استُعْمِل في كَرَم النَّسَب، فقيل للقرشي: شَرِيف. وكلُّ من له نسب مذكور عند العرب: شَرِيف. ولهذا لا يقال لله تعالى: شَرِيف، كما يقال له: عَزِيز 

## العِزَّة في الإسلام
العِزَّة في الإسلام الحنيف، يستشعرها الدَّاخل في الإسلام بمجرَّد نُطْقه للشَّهادتين، فهو قد دخل في دين الحقِّ الذي هو خاتم الديانات السماوية، ختم الله به الرسالات، ليظهره على الدين كله، ولولا اتِّصافه بهذه الصَّفات ما دخل فيه، ولا استسلم وخضع لأحكامه وتشريعاته، 
قال تعالى (في سورة التوبة): ﴿هُوَ الَّذِي أَرْسَلَ رَسُولَهُ بِالْهُدَى وَدِينِ الْحَقِّ لِيُظْهِرَهُ عَلَى الدِّينِ كُلِّهِ وَلَوْ كَرِهَ الْمُشْرِكُونَ ۝٣٣﴾ [التوبة:33] ، وقال (في سورة الفتح): ﴿هُوَ الَّذِي أَرْسَلَ رَسُولَهُ بِالْهُدَى وَدِينِ الْحَقِّ لِيُظْهِرَهُ عَلَى الدِّينِ كُلِّهِ وَكَفَى بِاللَّهِ شَهِيدًا ۝٢٨﴾ [الفتح:28]
ومما يُظْهِر فضيلة هذه الصِّفة ومَزِيَّتها، أنَّ الله تعالى قد سمَّى نفسه بها في كتابه: «العزيز»، أي: الغَاِلب الذي لا يُقْهر، واتَّصف بصفة العِزَّة الذي تضمَّنها الاسم.
قال ابن بطال: (العزيز يتضمَّن العِزَّة، والعِزَّةُ يُحْتَمل أن تكون صفة ذات، بمعنى القُدْرَة والعظمة، وأن تكون صفة فعل، بمعنى القَهْر لمخلوقاته، والغَلَبَة لهم، ولذلك صحَّت إضافة اسمه إليها).
ويقول ابن القيم: (والعِزَّة يُرَاد بها ثلاثة معان: عِزَّة القُوَّة، وعِزَّة الامْتِنَاع، وعِزَّة القَهْر، والرَّبُّ -تبارك وتعالى- له العِزَّة التَّامة بالاعتبارات الثَّلاث).
وقال الغزالي: (العزيز هو الخَطِير الذي يَقِلُّ وجود مِثْله، وتشتدُّ الحاجة إليه، ويصعُب الوصول إليه، فما لم يجتمع عليه هذه المعاني الثَّلاثة، لم يُطْلَق عليه اسم العزيز... ثمَّ في كلِّ واحد من المعاني الثَّلاثة كمال ونقصان، والكمال في قلَّة الوجود: أن يرجع إلى واحد، إذْ لا أقلَّ من الواحد، ويكون بحيث يستحيل وجود مِثْله، وليس هذا إلا الله تعالى؛... وشدَّة الحاجة: أن يحتاج إليه كلُّ شيء في كلِّ شيء، حتى في وجوده وبقائه وصفاته، وليس ذلك -على الكمال- إلَّا لله عزَّ وجلَّ، والكمال في صعوبة المنَال: أن يستحيل الوصول إليه على معنى الإحاطة بكُنْهِه، وليس ذلك -على الكمال- إلَّا لله عزَّ وجلَّ، فإنَّا قد بيَّنَّا أنَّه لا يَعرف اللهَ إلَّا الله؛ فهو العزيز المطْلَق الحقُّ، لا يوازيه فيه غيره).

كما أنَّه تعالى قد سَمَّى نفسه المعِزَّ، أي هو الذي يَهَب العِزَّة لمن يشاء من عباده، كما أنَّه يُذِلُّ من يشاء، كما قال تعالى (في سورة آل عمران): 
﴿قُلِ اللَّهُمَّ مَالِكَ الْمُلْكِ تُؤْتِي الْمُلْكَ مَنْ تَشَاءُ وَتَنْزِعُ الْمُلْكَ مِمَّنْ تَشَاءُ وَتُعِزُّ مَنْ تَشَاءُ وَتُذِلُّ مَنْ تَشَاءُ بِيَدِكَ الْخَيْرُ إِنَّكَ عَلَى كُلِّ شَيْءٍ قَدِيرٌ ۝٢٦﴾ [آل عمران:26]
إذن فهو عزيز في ذاته، فلا يَحْصُل له الغَلَبَة والقَهْر من أحدٍ سبحانه وتعالى، ومُعِزٌّ لمن شاء من خَلْقه متى شاء وكَيْفَمَا شاء.

## العِزَّة في القرآن
يقول ابن الجوزي: (ذكر بعض المفسِّرين أنَّ العِزَّة في القرآن على ثلاثة أوجه:
- أحدها: «العَظَمَة». ومنه قوله تعالى في سورة الشُّعراء: ﴿فَأَلْقَوْا حِبَالَهُمْ وَعِصِيَّهُمْ وَقَالُوا بِعِزَّةِ فِرْعَوْنَ إِنَّا لَنَحْنُ الْغَالِبُونَ ۝٤٤﴾ [الشعراء:44]، وفي سورة ص: ﴿قَالَ فَبِعِزَّتِكَ لَأُغْوِيَنَّهُمْ أَجْمَعِينَ ۝٨٢﴾ [ص:82].
- والثَّاني: «المنْعَة». ومنه قوله تعالى في سورة النِّساء: ﴿الَّذِينَ يَتَّخِذُونَ الْكَافِرِينَ أَوْلِيَاءَ مِنْ دُونِ الْمُؤْمِنِينَ أَيَبْتَغُونَ عِنْدَهُمُ الْعِزَّةَ فَإِنَّ الْعِزَّةَ لِلَّهِ جَمِيعًا ۝١٣٩﴾ [النساء:139]
- الثَّالث: «الحَمِيَّة». ومنه قوله تعالى في سورة البقرة: ﴿وَإِذَا قِيلَ لَهُ اتَّقِ اللَّهَ أَخَذَتْهُ الْعِزَّةُ بِالْإِثْمِ فَحَسْبُهُ جَهَنَّمُ وَلَبِئْسَ الْمِهَادُ ۝٢٠٦﴾ [البقرة:206]، وفي سورة ص: ﴿بَلِ الَّذِينَ كَفَرُوا فِي عِزَّةٍ وَشِقَاقٍ ۝٢﴾ [ص:2]).[10]
- 1- قال الله تعالى في سورة فاطر:﴿مَنْ كَانَ يُرِيدُ الْعِزَّةَ فَلِلَّهِ الْعِزَّةُ جَمِيعًا إِلَيْهِ يَصْعَدُ الْكَلِمُ الطَّيِّبُ وَالْعَمَلُ الصَّالِحُ يَرْفَعُهُ وَالَّذِينَ يَمْكُرُونَ السَّيِّئَاتِ لَهُمْ عَذَابٌ شَدِيدٌ وَمَكْرُ أُولَئِكَ هُوَ يَبُورُ ۝١٠﴾ [فاطر:10]

يقول الشنقيطي: (بيَّن -جلَّ وعلا- في هذه الآية الكريمة: أنَّ من كان يريد العِزَّة، فإنَّها جميعها لله وحده، فليطلبها منه، وليتسبَّب لنيلها بطاعته -جلَّ وعلا- فإنَّ مَنْ أطاعه، أعطاه العِزَّة في الدُّنْيا والآخرة)..وقال: (هذه الحقيقة كفيلة -حين تستقرُّ في القلوب- أن تبدِّل المعايير كلَّها، وتبدِّل الوسائل والخطط أيضًا! إنَّ العِزَّة كلَّها لله، وليس شيء منها عند أحد سواه، فمن كان يريد العِزَّة، فليطلبها من مصدرها الذي ليس لها مصدر غيره. ليطلبها عند الله، فهو واجدها هناك، وليس بواجدها عند أحد، ولا في أي كَنَف، ولا بأي سبب فَلِلَّهِ الْعِزَّةُ جَمِيعًا).
- 2- قال تعالى في سورة المائدة: ﴿يَا أَيُّهَا الَّذِينَ آمَنُوا مَنْ يَرْتَدَّ مِنْكُمْ عَنْ دِينِهِ فَسَوْفَ يَأْتِي اللَّهُ بِقَوْمٍ يُحِبُّهُمْ وَيُحِبُّونَهُ أَذِلَّةٍ عَلَى الْمُؤْمِنِينَ أَعِزَّةٍ عَلَى الْكَافِرِينَ يُجَاهِدُونَ فِي سَبِيلِ اللَّهِ وَلَا يَخَافُونَ لَوْمَةَ لَائِمٍ ذَلِكَ فَضْلُ اللَّهِ يُؤْتِيهِ مَنْ يَشَاءُ وَاللَّهُ وَاسِعٌ عَلِيمٌ ۝٥٤﴾ [المائدة:54]

يقول الشنقيطي: (أخبر تعالى المؤمنين -في هذه الآية الكريمة- إنَّهم إن ارتدَّ بعضهم، فإنَّ الله يأتي -عوضًا عن ذلك المرتد- بقوم، من صفاتهم: الذُّل للمؤمنين، والتَّواضع لهم، ولين الجانب، والعزة والمنعة على الكافرين، وهذا من كمال صفات المؤمنين).
- 3- وقال الله تعالى في سورة النساء: ﴿الَّذِينَ يَتَّخِذُونَ الْكَافِرِينَ أَوْلِيَاءَ مِنْ دُونِ الْمُؤْمِنِينَ أَيَبْتَغُونَ عِنْدَهُمُ الْعِزَّةَ فَإِنَّ الْعِزَّةَ لِلَّهِ جَمِيعًا ۝١٣٩﴾ [النساء:139]

ويقول الطبري: (فإنَّ الذين اتخذوهم -أي المنافقين- من الكافرين أولياء ابتغاء العِزَّة عندهم، هم الأذلَّاء الأقلَّاء، فهلَّا اتَّخذوا الأولياء من المؤمنين، فيلتمسوا العِزَّة والمنْعة والنُّصْرَة من عند الله الذي له العِزَّة والمنْعَة، الذي يُعِزُّ من يشاء، ويُذِلُّ من يشاء، فيُعِزُّهم ويمنعهم).
قال ابن كثير: (أخبر تعالى بأنَّ العِزَّة كلَّها لله وحده لا شريك له، ولمن جعلها له. كما قال في سورة فاطر: ((مَن كَانَ يُرِيدُ الْعِزَّةَ فَلِلَّهِ الْعِزَّةُ جَمِيعًا))، وقال تعالى في سورة المنافقون: ((وَلِلَّهِ الْعِزَّةُ وَلِرَسُولِهِ وَلِلْمُؤْمِنِينَ وَلَكِنَّ الْمُنَافِقِينَ لَا يَعْلَمُونَ))، والمقصود من هذا التَّهْيِيج على طلب العِزَّة من جناب الله، والالتجاء إلى عبوديَّته، والانتظام في جملة عباده المؤمنين، الذين لهم النُّصْرَة في هذه الحياة الدُّنْيا، ويوم يقوم الأشهاد).

## العِزَّة في السنة والسيرة النبوية
- 1-((أرسل رسول الله ﷺ إلى عيينة بن حصن بن حذيفة، والحارث بن عوف بن أبي حارثة، رئيسي غَطَفَان، فأعطاهما ثلث ثمار المدينة، وجرت المراوَضةَ في ذلك، ولم يتمَّ الأمر، فذكر ذلك رسول الله ﷺ لسعد بن معاذ وسعد بن عبادة، فقالا: يا رسول الله، أشيء أمرك الله به فلا بدَّ لنا منه؟ أم شيء تحبُّه فنصنعه، أم شيء تصنعه لنا؟ قال: بل شيء أصنعه لكم، والله ما أصنع ذلك إلا أنِّى رأيت العرب قد رمتكم عن قوس واحدة. فقال سعد بن معاذ: يا رسول الله، قد كنَّا نحن وهؤلاء القوم على الشِّرك بالله وعبادة الأوثان، وهم لا يطيقون أن يأكلوا منها تمرة إلا قِرَى أو بَيْعًا، فحين أكرمنا الله تعالى بالإسلام، وهدانا له، وأعزَّنا بك وبه- نعطيهم أموالنا؟ والله لا نعطيهم إلَّا السَّيف. فصوَّب رسول الله ﷺ رأيه، وتمادوا على حالهم)).[15]

ففي هذا الحديث يُـبَشِّر رسول الله ﷺ بِعِزِّ هذا الدِّين وتمكينه في الأرض، وأنَّ هذا العِزَّ والتَّمكين سيكون سواءً بِعِزِّ عَزِيزٍ، أو بِذُلِّ ذَلِيلٍ، أي: (أدخل الله تعالى كلمة الإسلام في البيت مُلْتَبسة بِعِزِّ شخص عزيز، أي يُعِزُّه الله بها، حيث قَبِلها من غير سَبْيٍ وقتال، ((وذُلِّ ذَلِيلٍ)) أي: أو يُذِلُّه الله بها حيث أباها، والمعنى: يُذِلُّه الله -بسبب إبائها- بِذُلِّ سَبْيٍ أو قتال، حتى ينقاد إليها كَرْهًا أو طَوْعًا، أو يُذْعِن لها ببذل الجِزْية. والحديث مُقْتَبَسٌ من قوله تعالى: «هُوَ الَّذِي أَرْسَلَ رَسُولَهُ بِالْهُدَى وَدِينِ الْحَقِّ لِيُظْهِرَهُ عَلَى الدِّينِ كُلِّهِ وَلَوْ كَرِهَ الْمُشْرِكُونَ» [التَّوبة: 33]، ثمَّ فسَّر العِزَّ والذُّل بقوله: (إمَّا يُعِزُّهم) أي: قومًا أَعَزُّوا الكلمة بالقبول، ((فيجعلهم من أهلها)) بالثَّبات إلى الممات، ((أو بِذُلِّهم)) أي: قومًا آخرين لم يلتفتوا إلى الكلمة وما قبلوها، فكأنَّهم أذَلُّوها، فَجُوزُوا بالإذلال جزاءً وفاقًا، ((فيدينون لها))... أي يُطيعون وينقادون لها).

## أنواع العِزَّة
يقول ابن القيم: (وكلُّ خُلُق محمود مُكْتَنف بخُلقين ذميمين. وهو وسط بينهما. وطرفاه خُلُقان ذميمان، كالجود: الذي يكتنفه خُلُقان: البخل والتبذير. والتواضع الذي يكتنفه خُلُقان: الذل والمهَانة، والكِبْروالعُلُو. فإنَّ النَّفس متى انحرفت عن التَّوسط، انحرفت إلى أحد الخُلُقين الذَّميمين ولا بدَّ...)، وهكذا هو الحال في العِزَّة، فالنَّفس (إذا انحرفت عن خُلُق العِزَّة -التي وهبها الله للمؤمنين- انحرفت إمَّا إلى كِبْرٍ، وإمَّا إلى ذُّلٍّ. والعِزَّة المحمودة بينهما).
وقد ورد ذِكْر العِزَّة في القرآن، ممدوحةً حيناً، ومذمومةً حيناً أخرى،
(فمن الأوَّل(الممدوح): قوله تعالى ((وَلِلَّهِ الْعِزَّةُ وَلِرَسُولِهِ وَلِلْمُؤْمِنِينَ وَلَكِنَّ الْمُنَافِقِينَ لَا يَعْلَمُونَ)) [المنافقون: 8]، وقوله تعالى: ((سُبْحَانَ رَبِّكَ رَبِّ الْعِزَّةِ عَمَّا يَصِفُونَ)) [الصَّافَّات: 180]،
ومن الثَّاني(المذموم): قوله تعالى: ((بَلِ الَّذِينَ كَفَرُوا فِي عِزَّةٍ وَشِقَاقٍ)) [ص: 2]، وبيان ذلك: أنَّ العِزَّة التي هي لله -جلَّ وعلا-، ولرسوله ﷺ ، وللمؤمنين -رضوان الله عليهم- هي الدَّائمة الباقية؛ التي هي العِزَّة الحقيقيَّة. والعِزَّة التي هي للكافرين والمخَالفين هي: التَّعزُّز، وهو -في الحقيقة- ذُلٌّ).

### العزة المحمودة
(العِزَّة والإِباء والكرامة من أبرز الخِلَال التي نادى بها الإسلام، وغرسها في أنحاء المجتمع، وتعهَّد نماءها بما شرع من عقائد، وسنَّ من تعاليم، وإليها يشير عمر بن الخطاب  بقوله: «أُحِبُّ الرَّجل -إذا سِيمَ خطَّة خَسْف (والخسف هو الإذلال وتحميل الإنسان ما يكره) - أن يقول -بملء فيه-: لا»).
ومن صور العزة المحمودة شرعاً: الاعتزاز بالله وبرسوله، والاعتزاز بالدين الإسلامي، وإظهار العزة على الأعداء ومن والأهم في غير شرع الله، وعدم الرضوخ لهم.

### العِزَّة المذمومة
كالاعتِزَاز بالوطن والمال ونحوها، أو الاعتِزَاز بالنَّسب على جهة الفَخْر، أو اعْتِزَاز الكفَّار بكفرهم، وهو -في الحقيقة- ذُلٌّ، إذ يقول تعالى: ((بَلِ الَّذِينَ كَفَرُوا فِي عِزَّةٍ وَشِقَاقٍ)) [ص: 2]، كلُّ هذه مذمومة.

#### أمثلة وشواهد على العِزَّة المذمومة
1- الاعْتِزَاز بالآباء والأجداد:
روي عن أبي هريرة  أن رسول اللّه ﷺ قال: 
| عزة | لينتهينَّ أقوام يفتخرون بآبائهم الذين ماتوا، إنَّما هم فَحْم جهنَّم، أو ليكوننَّ أهْوَن على الله من الجُعَلِ الذي يُدَهْدِهُ الخِرَاءَ بأنفه، إنَّ الله أذهب عنكم عُبِّـيَّةَ الجاهليَّة وفخرها بالآباء، إنَّما هو مؤمن تقيٌّ، وفاجر شقيٌّ، النَّاس كلُّهم بنو آدم، وآدم خُلِق من تراب. | عزة |

3- الاعْتِزَاز بالقبيلة والرَّهط:
قال تعالى (في سورة هود): ﴿قَالُوا يَا شُعَيْبُ مَا نَفْقَهُ كَثِيرًا مِمَّا تَقُولُ وَإِنَّا لَنَرَاكَ فِينَا ضَعِيفًا وَلَوْلَا رَهْطُكَ لَرَجَمْنَاكَ وَمَا أَنْتَ عَلَيْنَا بِعَزِيزٍ ۝٩١ قَالَ يَا قَوْمِ أَرَهْطِي أَعَزُّ عَلَيْكُمْ مِنَ اللَّهِ وَاتَّخَذْتُمُوهُ وَرَاءَكُمْ ظِهْرِيًّا إِنَّ رَبِّي بِمَا تَعْمَلُونَ مُحِيطٌ ۝٩٢﴾ [هود:91–92]
روي عن أبي مالك الأشعري أن رسول اللّه ﷺ قال: 
| عزة | أربع في أمَّتي من أمر الجاهليَّة، لا يتركونهنَّ: الفَخْر في الأحساب، والطَّعن في الأنساب، والاستسقاء بالنُّجوم، والنِّياحة، وقال: (النَّائحة إذا لم تتب قبل موتها، تُقَام يوم القيامة وعليها سِرْبَال من قَطِرَان ودِرْع من جَرَب ). | عزة |

4- الاعْتِزَاز بالكثرة، سواءً كان بالمال أو العدد:
- قال تعالى في قصَّة صاحب الجنَّة، في سورة الكهف: ﴿وَكَانَ لَهُ ثَمَرٌ فَقَالَ لِصَاحِبِهِ وَهُوَ يُحَاوِرُهُ أَنَا أَكْثَرُ مِنْكَ مَالًا وَأَعَزُّ نَفَرًا ۝٣٤﴾ [الكهف:34].

قال ابن كثير: ((أَكْثَرُ مِنْكَ مَالًا وَأَعَزُّ نَفَرًا)) (أي: أكثر خدمًا وحشمًا وولدًا.
قال قتادة: تلك -والله- أمنيَّة الفاجر: كثرة المال وعزَّة النَّفر.
5- الاعْتِزَاز بجمال الثِّياب:
روي عن ابن عمر  أن رسول اللّه ﷺ قال: 
| عزة | من لبس ثوب شُهْرة في الدُّنْيا، ألبسه الله ثوب مذلَّة يوم القيامة. | عزة |

(والمراد أنَّ ثوبه يَشْتَهر بين النَّاس، لمخالفة لونه لألوان ثيابهم، فيرفع النَّاس إليه أبصارهم، ويختال عليهم بالعُجب والتَّكبُّر.
```
قال 
ابن رسلان
: لأنَّه لَبِس الشُّهْرَة في الدُّنْيا ليَعِزَّ به، ويفتخر على غيره، ويُلْبِسه الله -يوم القيامة- ثوبًا يَشْتهر مذلَّته واحتقاره بينهم عقوبةً له، والعقوبة من جنس العمل، انتهى.
```

وقوله: ((ثوب مذَلَّة))، أي: أَلْبَسه الله -يوم القيامة- ثوب مذَلَّة، والمراد به: ثوب يوجب ذِلَّته يوم القيامة، كما لَبِس في الدُّنْيا ثوبًا يتَعَزَّز به على النَّاس، ويترفَّع به عليهم).
6- الاعْتِزَاز بالأصنام والأوثان:
قال تعالى (في سورة مريم): ﴿وَنَرِثُهُ مَا يَقُولُ وَيَأْتِينَا فَرْدًا ۝٨٠ وَاتَّخَذُوا مِنْ دُونِ اللَّهِ آلِهَةً لِيَكُونُوا لَهُمْ عِزًّا ۝٨١﴾ [مريم:80–81]
7- الاعْتِزَاز بغير المسلمين من يهود ونصارى ومنافقين وغيرهم:
قال تعالى (في سورة النساء): ﴿بَشِّرِ الْمُنَافِقِينَ بِأَنَّ لَهُمْ عَذَابًا أَلِيمًا ۝١٣٨ الَّذِينَ يَتَّخِذُونَ الْكَافِرِينَ أَوْلِيَاءَ مِنْ دُونِ الْمُؤْمِنِينَ أَيَبْتَغُونَ عِنْدَهُمُ الْعِزَّةَ فَإِنَّ الْعِزَّةَ لِلَّهِ جَمِيعًا ۝١٣٩﴾ [النساء:138–139]

## العِزَّة في نماذج من الصحابة

### عمر بن الخطاب
- عن عبد الله بن مسعود ، قال: (ما زلنا أعزَّة منذ أسلم عمر).
- عن طارق بن شهاب، قال: خرج عمر بن الخطَّاب إلى الشَّام، ومعنا أبو عبيدة بن الجراح، فأتوا على مَخَاضَة(وهو الموضع فيه ماء يجتازه الناس مشيا أو ركبانا)، وعمر على ناقة له، فنزل عنها، وخلع خُفَّيه، فوضعهما على عاتقه، وأخذ بزمام ناقته، فخاض بها المخَاضَة، فقال أبو عبيدة: يا أمير المؤمنين، أنت تفعل هذا، تخلع خُفَّيك، وتضعهما على عاتقك، وتأخذ بزمام ناقتك، وتخوض بها المخَاضَة؟ ما يسرُّني أنَّ أهل البلد استشرفوك. فقال عمر: (أَوَّه "وهي كلمة توجع وتحزن"، لم يقل ذا غيرك -أبا عبيدة- جعلته نكالًا لأمَّة محمَّد ﷺ، إنَّا كنَّا أذلَّ قوم، فأعزَّنا الله بالإسلام، فمهما نطلب العِزَّة بغير ما أعزَّنا الله به أذلَّنا الله).
- قال الشعبي: كانت دِرَّة عمر  أهيب من سيف الحجَّاج. ولما جيء بالهرمزان -ملك خوزستان- أسيرًا إلى عمر، لم يزل الموكَّل به يقتفي أثر عمر، حتى عَثر عليه في المسجد نائمًا متوسِّدًا دِرَّته، فلمَّا رآه الهرمزان، قال: هذا هو الملك؟! والله إنِّي خدمت أربعة من الملوك الأكاسرة أصحاب التيجان، فما هِبْت أحدًا منهم كهيبتي لصاحب هذه الدِّرَّة.